# Древняя российская вивлиофика
«Дре́вняя росси́йская вивлио́фика» (рус. дореф. Древняя россійская вивліоѳика) — многотомное издание древнерусских исторических источников, предпринятое Н. И. Новиковым. Печаталось как библиотека-серия, распространяемая выпусками по типу периодического издания.
Материалы для издания Н. И. Новиков черпал из частных, церковных, а также государственных древлехранилищ, доступ к которым был открыт ему императрицей Екатериной II в 1773 году. Много материалов предоставили Н. Н. Бантыш-Каменский, Г. Ф. Миллер, М. М. Щербатов и другие, а также и сама Екатерина II, поддержавшая издание «Вивлиофики» субсидиями. В серии публиковались материалы XIII—XVII веков, в частности, новгородские грамоты, духовные завещания князей, родословные, описания путешествий в разные страны и другое. Впервые была опубликована «сказка» (указ) царя Алексея Михайловича от 1672 года о Степане Разине, подробно излагающая ход разинского восстания. В последних томах увеличилось количество исторических и историко-географических описаний: о старинных чинах и приказах, о Симбирской губернии, Перми, Иркутском наместничестве, о землях Войска Донского, Нерчинских рудниках и др. «Вивлиофика» стала первым объёмным изданием древнерусских актов и до их новых научных изданий в XX веке была совершенно незаменимым инструментом историка древнерусского государства.
Первое издание библиотеки-серии в 10 частях (28 книжках in octavo) было осуществлено в 1773—1775 годах в Петербурге, но по ряду причин прервалось; подписчикам так и не были высланы два последних выпуска. После того, как Н. И. Новиков занял пост директора Московской университетской типографии, в 1788—1791 годах серия была расширена до 20 частей. Во втором издании публикуемые документы были упорядочены по предметам и хронологии (внутри каждого выпуска), хотя при этом отсутствовали комментарии и указатель, что вызывало нарекания археографов начала XIX века.
В 1890-е годы «Древняя российская вивлиофика» была перепечатана земской публичной библиотекой города Мышкина Ярославской губернии.

## Предыстория. Концепция издания

### «Вивлиофика» и западное Просвещение
В западных исследованиях творчества Н. И. Новикова особый акцент делается на роли аббата Отроша в издании «Вивлиофики». В объёмном «Путешествии в Сибирь» Отроша русские изображались как варвары, которые никогда не смогут принять плодов Просвещения. Этот взгляд широко распространился в Европе 1760—1770-х годов, а также во франкофильских кругах российского дворянства. Даже Жан-Жак Руссо посвятил этой теме рассуждение в трактате «Об общественном договоре», в котором в крайне отрицательных тонах описал реформы Петра Великого. В частности, Руссо назвал его «гением подражания» и утверждал, что Пётр не понимал потребностей своего народа, ибо начал цивилизовать русских, в то время как те нуждались в дисциплине. Подобные теории убеждали европейских интеллектуалов и политиков в бесперспективности модернизации России и её неспособности встать вровень с нациями Запада. Новиков, занимаясь работой в Уложенной комиссии, а затем обратившись к истории России по первоисточникам (и публикуя в своих журналах дидактические материалы по европейской истории), пришёл к выводу, что русским присущи добродетели, не замеченные Отрошем. Принимая всё лучшее, что может предоставить Европа, Новиков стремился поощрять исконно российские добродетели.
По Новикову, одной из важнейших добродетелей россиян были простота и умеренность, что он пытался доказать на экономическом материале. Россия продавала сырьё — посконь, сало, кожи и меха, при этом импортируя кружева, шёлковые ленты и чулки, которые были не нужны и непрактичны в русском климате. Изучение допетровской Руси только укрепило его в мысли, что эрозия ценностей и исчезновение добродетели происходят от слепого подражания Западу. Это утверждение основывалось на тезисе Руссо о неразрывности нравов и культуры, иными словами, для российских франкофилов XVIII века отказ от европейских ценностей был равнозначен возрождению старомосковского «варварства». Новиков потратил много сил на изобретение инвектив на этот и подобные ему тезисы в журнале «Кошелёк», который издавал параллельно «Вивлиофике» в 1774 году. Попытка обоснования тезиса, что добродетели и нравы фундаментальны и универсальны в своей основе, привела Новикова в 1775 году к вступлению в масонскую ложу.

### Исторические воззрения Н. И. Новикова
Исторические взгляды Н. И. Новикова являлись органичной частью его мировоззрения как одного из крупнейших представителей дворянского Просвещения в России XVIII века. Важным средством «исправления нравов» он считал изучение истории родной страны — «отечествоведение». На примере древнерусских добродетелей, «деяний знаменитых наших предков» предполагалось осуществлять нравственно-патриотическое воспитание народа. Издание «Древней российской вивлиофики», с одной стороны, было частью новиковской просветительской программы, выраженной в издании сатирических журналов, с другой — знаменовало новый этап в его развитии как личности и учёного. Подсчитано, что около 8 % всех изданных типографией Новикова книг были исторического содержания (включая публикации Г. Миллера, М. Щербатова, перевод «Древней и новой истории» аббата Милло и «Деяния Петра Великого» Голикова).
Согласно Л. А. Дербову, несмотря на то, что в сочинениях Новикова отсутствует систематическое изложение русской истории, направление и проблематика его исторических интересов могут быть реконструированы. Разделяя масонские взгляды, Н. И. Новиков особое внимание уделял изучению быта и нравов, которые в просвещенческом понимании определяли и обусловливали все направления общественной жизни. Изначально он придерживался теории древнерусской добродетели, за которой в XVIII веке последовала «порча нравов». На втором месте в системе его взглядов стояли вопросы государственного строя России, организации государственного аппарата, иерархии «старинных чинов». Именно этот вопрос определял структуру и содержание «Древней российской вивлиофики». Из социальных проблем мыслителя более всего интересовало взаимное положение и отношения дворянства и крестьянства. Опубликованные в «Вивлиофике» документы по истории дворянства главным образом состояли из генеалогий и владельческих прав дворянских родов. История крестьянства интересовала Новикова в связи с поисками путей справедливого урегулирования отношений между помещиками и крестьянами. Отвергая извечность крепостного права, Николай Иванович пытался понять его происхождение и характер.

### «Древняя российская вивлиофика» в контексте новиковского творчества
В 1772 году Новиков опубликовал «Опыт исторического словаря о российских писателях» — крупную авторскую работу, в которой была предпринята попытка освещения истории русской литературы и культуры вообще от первых летописцев до Татищева и Ломоносова. Словарь также выпускался как периодическое издание; при этом много исторических экскурсов содержалось в предыдущих изданиях Новикова — «Трутне» и «Живописце», а также в газете «Московские ведомости». «Вивлиофика» полностью вписана в этот контекст, её многое роднит и с «Опытом словаря», и с журналами, но многое и отличает. Согласно А. И. Незеленову, Новиков вернулся к идеалу, который был заявлен в «Трутне», — «начертание нравов и обычаев наших предков», резко противопоставленных западной культуре. Издание исторических источников позволяло соединить идеалы просвещения и патриотического воспитания; это издатель объявлял своим гражданским долгом. Как и при издании «Трутня», Новиков не скрывал предубеждения по отношению к Франции, хотя это не означало безусловного предпочтения всего российского. В предисловии к первому выпуску «Вивлиофики» Н. Новиков заявил:

Полезно знать нравы, обычаи и обряды древних чужеземных народов, но гораздо полезнее иметь сведения о своих прародителях; похвально любить и отдавать справедливость достоинствам иностранным, но стыдно презирать соотечественников, а ещё паче и гнушаться оными.

В предисловии ко второму изданию 1788—1791 годов Новиков также выдвигал просветительскую программу. Его главной целью являлась пропаганда родной старины, совмещённая с занимательностью: «…доставить любезным соотечественникам… приятное, а вместе нужное и полезное чтение».
По мнению Г. Н. Моисеевой, идея многотомного издания древнерусских исторических и литературных памятников возникла у Н. И. Новикова не случайно и диктовалась в первую очередь системой его личных воззрений и объективных потребностей русской гуманитарной науки, отрефлексированных уже в 1730-х годах В. Н. Татищевым. Татищев первым озвучил и идею публикации первоисточников, «древних законов, духовных великих князей, некоторых старинных грамот и актов русских церковных соборов». Далее М. В. Ломоносов, готовя к печати Кёнигсбергскую летопись, присвоил изданию заглавие «Библиотека российская историческая, содержащая древние летописи и всякие записки, способствующие к объяснению истории и географии российской древних и смежных времен», предполагая опубликовать несколько частей. Название и цель «Вивлиофики», таким образом, несомненно перекликались с замыслами и Татищева, и Ломоносова. Сверхзадачей Новикова-патриота было утверждение в сознании образованной публики мысли о том, что Россия и до времён Петра Великого обладала развитой культурой.

## История

### Первое издание: 1773—1775 годы
Николай Иванович Новиков к 1773 году отлично представлял сложности, связанные с выводом на рынок многотомных сочинений исторического содержания. Весной предыдущего года он выкупил у Академической типографии три четверти тиража «Опыта исторического словаря о российских писателях», а оставшиеся на складе 139 экземпляров так и не разошлись в течение 12 лет, пока не удалось погасить старой задолженности. Поэтому, приступая к изданию сочинений по истории России и публикации первоисточников, Новиков объявил на «Древнюю российскую вивлиофику» предварительную подписку. «Господам пренумератам» были обещаны немалые льготы: стоимость подписки на 1773 год была объявлена в 4 рубля (выпуски обещались на «любской» бумаге). Это означало скидку с розничной цены в размере 40 копеек за выпуск; при этом розничная цена в 4—5 раз превосходила себестоимость. Однако в 1774 году подписная цена существенно возросла: было объявлено, что годовой выпуск на александрийской бумаге будет стоить 8 рублей, на любекской — 6 рублей, а на простой — 4 рубля 80 копеек. При этом годовой комплект на простой бумаге в розничной продаже стоил 6 рублей (на хорошей бумаге в продажу «Вивлиофику» не выпускали). 5 ноября 1773 года в «Санкт-Петербургских ведомостях» (№ 89) Новиков объявил, что из-за убыточного года отменяет помесячный выпуск и начинает ежеквартальный «по окончанию каждой части, из трёх месяцев состоящей».
Среди подписчиков «Вивлиофики» были едва ли не все главные представители русской культуры середины и второй половины XVIII века: Г. Миллер и М. М. Щербатов, В. Е. Адодуров и Г. Н. Теплов, соратники и друзья Новикова — М. М. Херасков и И. П. Елагин; А. Н. Радищев, А. М. Кутузов, В. И. Майков, И. А. Дмитревский, А. В. Храповицкий, А. А. Ржевский, В. И. Баженов и совсем молодой тогда Ф. В. Каржавин. Именно представители «учёной республики» на первых порах более всего поддерживали замыслы издателя. Увлечение Новикова историей вызвало также интерес и одобрение со стороны императрицы Екатерины II; более того, без высочайшего покровительства проект «Вивлиофики» не удалось бы довести до конца. Уже в 1779 году (когда ещё не было начато второе издание) придворный переводчик Б. Ф. Арндт жаловался Миллеру, что, если бы издаваемый им «Sankt Peterburgisches Journal» «имел хотя бы толику средств, которые были отпущены Новикову», можно было бы сделать много полезного для науки. Императрица, с одной стороны, отлично представляла сложности и расходы при составлении антологии первоисточников, подобной «Древней российской вивлиофике», с другой — весьма одобрила отказ издателя от сатиры. Поэтому Н. И. Новиков был допущен в узкий круг приближённых императрицы, приглашался на эрмитажные собрания; ему был открыт доступ в государственные архивы. Екатерина II лично подписалась на 10 экземпляров «Вивлиофики» и распорядилась перечислить издателю 1000 рублей из «кабинетских средств», а 1 января 1774 года передала ещё 200 голландских червонцев. Впрочем, эта сумма не была очень велика, поскольку только три выпуска за февраль — апрель 1773 года обошлись в 347 рублей 22 копейки. О монаршем благоволении свидетельствует и дружеское послание в ответ на пышное посвящение императрице в «Вивлиофике» (орфография подлинника):

Мой совет есть, если Автор мне приписать хочет своё издание, то вымарать из тителя всё то, что свету показаться может ласкательство, я подчеркнула на титуля всё излишество.
Пример государыни привёл в число «пренумератов» высшую политическую элиту Российской империи: Г. А. Потёмкина, Г. Г. Орлова (он тоже подписался на 10 экземпляров), П. Б. Шереметева, К. Г. Разумовского, А. Р. и Р. И. Воронцовых. В первый год среди подписчиков были и представители духовенства (архиепископ Московский и Тверской Платон; Псковский — Иннокентий, Крутицкий — Самуил; ректор Славяно-греко-латинской академии Феофилакт), чиновничества и купечества (в том числе из Ростова, Ревеля и даже с Урала). В числе подписчиков был даже крестьянин Холмогорского уезда Алексей Банин. В общей сложности в первый год издания насчитывалось 198 подписчиков, которым было разослано 246 экземпляров «Вивлиофики». А. Говоров приводит более точные цифры. Поскольку подписка была возможна только в столичных городах — Санкт-Петербурге и Москве, это накладывало отпечаток на половозрастные и сословные особенности заказчиков. Например, основную массу пренумератов составляли государственные служащие V—XIV классов «Табели о рангах», тогда как представителей духовенства было всего 5 человек, купцов шестеро и шестеро женщин (чей социальный круг не оговаривался). Из 198 пренумератов вне Москвы и Петербурга проживало всего 5 человек (2,5 %). Петербуржцев было вдвое больше, чем москвичей (соответственно, 124 и 62,4 % против 69 и 34,9 %).
Первоначальный тираж составлял 1200 экземпляров. Начиная с июльского выпуска 1773 года, тираж был сокращён на 100 экземпляров. Отчасти это было вызвано разочарованием читающей публики: вместо древнеправославной утопии из подлинных грамот и сказаний представали практически те же пороки сословного общества, что и в современности. Специалисты из Московского университета обвиняли Новикова в дилетантизме, а фрондирующей молодёжи в «Вивлиофике» не хватало политической остроты и публицистичности. Разночинцы, на которых Новиков возлагал большие надежды как на покупателей и основную читательскую аудиторию, изданием не заинтересовались. Тираж падал беспрерывно: к 1774 году осталось лишь 133 «пренумерата» (166 экземпляров), и это при том, что императрица (по ходатайству Г. В. Козицкого) 27 сентября 1774 года ассигновала на издание «Вивлиофики» ещё 600 рублей. К 1775 году подписная плата возросла ещё на 20 % и составила 12 рублей — на александрийской бумаге, 9 рублей — на любекской, и 7 рублей 50 копеек — на простой (9 рублей в розничной продаже). 14 октября 1774 года в «Санкт-Петербургских ведомостях» (№ 82) издатель объявил, что сокращает периодичность ещё в два раза.
К 1775 году у Новикова осталось всего 57 подписчиков, которым требовалось 77 экземпляров «Вивлиофики». Правительственные дотации прекратились в связи с отъездом двора в Москву (на подписание Кучук-кайнарджийского мира). В марте издатель писал Г. Козицкому, что «не знает, как окончить вивлиофику на нынешний год». К концу 1775 года издание было прекращено, причём подписчики не получили двух последних выпусков, которых вышло 4 вместо шести (то есть части 7—10). Есть основания полагать, что прекращение издания каким-то образом связано и с пугачёвским восстанием. Косвенно о том же свидетельствует и неудача с параллельным новиковским изданием — «Сокровищами российских древностей».

### Второе издание: 1782—1791 годы
Н. И. Новиков неустанно продолжал выявление новых документальных материалов, занимаясь также их расположением в хронологическом и тематическом порядке. В 1782 году удалось перепечатать (без разделения на месяцы) две первые части «Вивлиофики». Переиздание объёмного собрания исторических первоисточников в столь короткий срок оказалось делом необычным, что свидетельствовало о возросшем интересе публики к отечественной истории. Наконец, между 1788—1791 годами Новиков решился осуществить второе издание, которое было сильно улучшено и значительно увеличено в объёме. Тираж его также составлял 1200 экземпляров.
Финансирование второго издания осуществлялось прежним образом: между 27 ноября 1787 и 19 января 1788 года в «Московских ведомостях» несколько раз печатались рекламные объявления, из которых следовало, что стоимость подписки на издание без переплёта будет составлять 10 рублей в год в Москве и 11 рублей — за её пределами. Издание было анонсировано с января 1788 года, причём к 1790 году стоимость возросла до 12 рублей в Москве и до 14 рублей 40 копеек за её пределами. Подписчиков на 1789 год числилось 168.
Первоначально предполагалось выпустить 12 частей в течение года, но обилие материалов заставило довести число выпусков до 24, из которых фактически вышло 20. В 1788 году вышли части I—VII, в 1789-м — части VIII—XII, в 1790-м — части XIII—XV и в 1791 году — части XVI—XX. В общей сложности в этих выпусках увидели свет 660 нумерованных документов (в первом издании — 260). Документы были чрезвычайно объёмными: средний размер каждой части издатель определил в 30 печатных листов, при этом в пятом выпуске было помещено только 3 документа, в двадцатой части — четыре документа, а весь десятый выпуск занимал устав московских патриархов (1 номер). Изменились и методы работы с документами: в первом издании Н. И. Новиков прибегал к сокращениям в тексте публикуемых грамот, а в 1788—1791 годах они приводились полностью. В предисловии ко второму изданию утверждалось, что материалы в каждом выпуске были приведены «в возможный хронологический характер» (по порядку княжений), а кроме того, издатель стремился «сближить пиесы, относящиеся к одному предмету».
Протоиерей Архангельского собора П. Алексеев в 1792 году писал в частном письме А. И. Мусину-Пушкину, что «госп. Новиков вышарил в оных библиотеках все любопытные манускрипты за бездельную плату и составил из них Древнюю Российскую Вивлиотеку». Отчасти такие суждения объяснялись «ревностью» конкурента к весьма успешному изданию, которое создавалось коллективными усилиями: по определению Л. Дербова, «Новиков старался сгруппировать вокруг себя лучшие литературные и научные силы своего времени». Сотрудниками редакции в тот период были историк В. В. Крестинин и профессор словесности Московской духовной академии Дамаскин (Руднев).
В результате второе издание «Вивлиофики» стало успешным в коммерческом плане и сделалось фактом русской культуры. Многотомник, судя по мемуарам М. А. Дмитриева, имелся в библиотеках всякого образованного россиянина и был принадлежностью культурного обихода практически всех помещичьих семейств, мало-мальски заинтересованных в чтении, наряду с «Телемаком» и «Деяниями Петра Великого».

## Источниковедческие принципы «Древней российской вивлиофики»

### Археография
Н. И. Новиков при издании «Древней российской вивлиофики» решал многочисленные проблемы выработки методов научной обработки имеющихся у него источников и совершенствования приёмов издания. При отсутствии вспомогательных исторических дисциплин даже в середине XVIII века редакторы академических изданий действовали так же, как и при рукописной передаче текста: произвольно подновляли и изменяли грамматику и орфографию, выпускали места, которые представлялись «ненужными» или не «несли в себе исторического», очищали текст от «басней» и т. п. В этих условиях Новикову приходилось формировать новые методы прямо на ходу. Во второй части первого издания первоначально публиковались не сами грамоты, а лишь «росписи» и выписки из них. Подлинные тексты тех же грамот были опубликованы в VIII и IX частях. Издатель крайне болезненно относился ко всякого рода дефектам. Об этом свидетельствует примечание к изданию «Диариуша» свт. Димитрия Ростовского:

…Следующего листа не имеется: оный ко крайнейшему несчастию потерян, ибо в книге сей расклеены были в некоторых местах листы.— Первое издание, ч. VI, с. 343.
Как было принято в ранней археографической практике, Новиков не допускал искажения или произвольного редактирования текстов, но считал необходимым исправлять явные ошибки. Он исправил родословие Голицыных в четвёртом томе первого издания, восстановил начало текста «Сказания» Иосифа о новгородской ереси (XVI часть второго издания), исправил надгробную надпись Симеона Полоцкого, которую ранее опубликовал в «Живописце» с плохой рукописи, и так далее. Издатель считал необходимым снабжать тексты характеристикой палеографических особенностей: указывался писчий материал, печати, сведения о маргиналиях, имеющихся в тексте, языке оригинала, имеющихся переводах на русский язык или других рукописных копиях. Иногда указывалось и местонахождение подлинника. Н. И. Новиков охарактеризовал методы отбора рукописных материалов в предисловии издателя к «Древней российской идрографии». Приступая к работе, он стремился получить известия о манускриптах в государственных и частных собраниях, а далее сопоставлял все списки. Для публикации, по возможности, отбиралась рукопись, которая представлялась «старее всех», но, если имелись разночтения, «описки и погрешности», они исправлялись по остальным спискам.
Источниковедческая и археографическая практика Н. И. Новикова изучена относительно слабо. В первом издании «Древней российской вивлиофики» место хранения или принадлежности печатаемого памятника указывалось чрезвычайно редко. 27 января 1777 года в «Санкт-Петербургских ученых ведомостях» вышла анонимная рецензия на «Вивлиофику», которая, по предположению П. Н. Беркова, могла быть написана самим издателем. В этой статье высказывались пожелания для улучшения качества издания:

«…Чтобы приложены были ко всякой части алфавитные росписи находящимися во оной части материями <…>, чтобы сколько возможно делаемы были примечания на тёмные и невразумительные места и слова <…>, чтобы древнее правописание не было изменяемо на новое, а наипаче, чтобы ничего прибавляемо, убавляемо, или поправляемо не было, но печатано было бы точно так, как обретается в подлиннике <…>, чтобы означаемо было точно, откуду получен список, где находится подлинник, и каким почерком писан, старинным или новым».
В этой рецензии описаны также несколько источников рукописей для многотомной публикации. Во втором издании публикуемые тексты часто снабжались отсылкой к месту хранения источника (например, «Сия пиеса взята в Патриаршей книгохранительнице», «Статья сия взята из Императорской библиотеки при Академии наук»). Шифры и сиглы государственных книгохранилищ не указывались никогда, а исключения (по документам из частных собраний) были маловразумительны. Так, при публикации Синодика указывалось: «Синодик, или Поминанье, подлинное писано на пергамине старинным почерком и хранится в Книгохранительнице Патриаршей под номером 465 рукописных Российских книг». Поскольку на протяжении XIX—XX веков неоднократно происходила перешифровка рукописных собраний, единственной возможностью установить историю текста, напечатанного в «Вивлиофике», являются изучение всех рукописей в собраниях, указанных Новиковым, и сличение их текста с опубликованным.